# Achille Fontanelli
Pour les articles homonymes, voir Fontanelli.
Achille Fontanelli, né à Modène en 1775 et mort à Milan en 1838, est un nationaliste, militaire, et comte italien.

## Biographie
En 1797, Achille Fontanelli est volontaire dans la légion révolutionnaire italienne. Il est nommé aide de camp italien de Bonaparte en 1802, et devient général de brigade en 1804. Il commande la garde royale italienne en 1807. Après la bataille de Wagram (1809), Napoléon le couvre d'honneurs, le nomme comte « du Royaume », grand officier de la Légion d'honneur et général de division en 1810 ; il est aussi nommé commandeur de l'ordre de la Couronne de fer en 1812. Il devient ministre de la Guerre et de la Marine du royaume d'Italie de 1811 à 1814. Il prend part à la bataille de Leipzig du 16 au 19 octobre 1813 à la tête de XVe division d'infanterie composée de quatre brigades dont une d'artillerie et de 1 860 hommes.
Franc-maçon, il est membre de la loge Reale Augusta de Milan, d'abord à l'obédience du Grand Orient de France et à partir de 1806 du Grand Orient d'Italie siégeant à Milan.

## Armoiries
| Figure | Blasonnement |
|        | Armes de Comte du Royaume d'Italie, Parti : au premier, fascé d'argent et de sable de six pièces ; au deuxième, coupé : 1°. des barons tirés des maisons des princes de notre famille, 2°. d'azur à la bande d'or coupé d'or à la tour de sable. Livrées : les couleurs de l'écu. |